# (100269) 1994 UM6
(100269) 1994 UM6 es un asteroide perteneciente al cinturón de asteroides, descubierto el 28 de octubre de 1994 por el equipo del Spacewatch desde el Observatorio Nacional de Kitt Peak, Arizona, Estados Unidos.

## Designación y nombre
Designado provisionalmente como 1994 UM6.

## Características orbitales
1994 UM6 está situado a una distancia media del Sol de 3,129 ua, pudiendo alejarse hasta 3,784 ua y acercarse hasta 2,474 ua. Su excentricidad es 0,209 y la inclinación orbital 11,13 grados. Emplea 2022 días en completar una órbita alrededor del Sol.

## Características físicas
La magnitud absoluta de 1994 UM6 es 14,5. Tiene 7,229 km de diámetro y su albedo se estima en 0,064.